# Cepobaculum
Cepobaculum es un género que tiene asignadas ocho especies de orquídeas epífitas. Está separado del género Dendrobium. Se encuentra en las zonas pantanosas y en los bosques húmedos del Sudeste de Asia, Australia y Nueva Guinea. se caracteriza por sus hojas carnosas, cilíndricas y por los numerosos colores de sus espectaculares inflorescencias.
En The Plant List y Kew lo consideran un sinónimo del género Dendrobium.

## Descripción
Las especies son pequeñas a muy pequeñas orquídeas epífitas, los pseudobulbos en forma de huso, de color verde a marrón, con las hojas cilidricas, de color verde o púrpura, lineales con inflorescencia vertical con las flores caídas, con unos colores espectaculares, de larga vida y fragantes.

## Distribución y hábitat
Estas especies crecen principalmente en los árboles (a menudo sobre especies de Melaleuca) en los pantanos y húmedales, en las selvas tropicales abiertas. Se encuentran en Indonesia, en el norte de Australia, Nueva Guinea y en las menores Islas de la Sonda.

## Taxonomía
El género fue descrito por M.A.Clem. & D.L.Jones  y publicado en Orchadian (Australasian native orchid society) 13: 486. 2002.
Cepobaculum de Dendrobium sección Spatulata fue separado del género Dendrobium por Clements y D.L.Jones en 2002.
Etimología
Cepobaculum: nombre genérico que proviene del latín ceps = (principal) y baculum = (báculo).
El género cuenta actualmente con ocho especies. La especie tipo es Cepobaculum canaliculatum.

## Especies
- Cepobaculum canaliculatum (R.Br.) M.A.Clem. & D.L.Jones (2002)
- Cepobaculum capra (J.J.Sm.) M.A.Clem. & D.L.Jones (2002)
- Cepobaculum carronii (Lavarack & P.J.Cribb) M.A.Clem. & D.L.Jones (2002)
- Cepobaculum foelschei (F.Muell.) M.A.Clem. & D.L.Jones (2002)
- Cepobaculum johannis (Rchb.f.) M.A.Clem. & D.L.Jones (2002)
- Cepobaculum semifuscum (Rchb.f.) M.A.Clem. & D.L.Jones (2002)
- Cepobaculum tattonianum (Bateman ex Rchb.f.) M.A.Clem. & D.L.Jones (2002)
- Cepobaculum trilamellatum (J.J.Sm.) M.A.Clem. & D.L.Jones (2002)